# Suliban
De Suliban is een fictieve soort uit de serie Star Trek. Door hun schubbige huid en het ontbreken van haar, lijken ze enigszins op een osagedoorn. Zij zijn vernoemd naar de taliban.

## Geschiedenis
De soort is afkomstig uit het Bèta-kwadrant en werd voor het eerst ontdekt door de mens in 2151. Hun planeet werd ergens in de 19e eeuw onbewoonbaar, waardoor de Suliban een nomadisch volk werd. Een groot gedeelte van de Suliban vestigde zich op koloniën van een ander ras, genaamd de Tandaranen. Deze Suliban werden rond 2151 echter vervolgd en opgesloten, doordat een criminele Sulibaanse organisatie, de Cabal, angst onder (onder andere) de Tandaranen zaaide.
In 2205 werden de Suliban lid van de Verenigde Federatie van Planeten.
De genetische modificatie die de Cabal aan haar leden gaf, bestond onder andere uit het volgende:
- Pigmentzakjes onder hun huid, waardoor de ontvanger de huidskleur kan aanpassen aan de achtergrond om zo effectief onzichtbaar te worden.
- Aanpassingen aan de ogen, waardoor het sensorisch vermogen van de ogen beter werd dan dat van mensen.
- Gemodificeerde Suliban konden zowel op de muur als op een plafond lopen.
- Het wijzigen van de skeletstructuur, waardoor ze hun armen 180 graden konden draaien, en zelfs onder deuren door konden kruipen.